# Evangelische Solidariteitspartij
Evangelische Solidariteitspartij (ESP) var ett radikalt kristet parti i Nederländerna, bildat i oktober 1970 av J P Feddema och andra avhoppare från Antirevolutionära partiet.
ESP ombildades 1978 till Evangelische Progressieve Volkspartij.